# Pixeline Skolehjælp: Sikker på Cykel – Byens bedste bud
 Pixeline Skolehjælp: Sikker på Cykel – Byens bedste bud  er det syttene spil i Pixeline Skolehjælp serien. Spillet er fra 2009 og er udgivet af Krea Media. 
Spillet starter med at Pixeline skal være cykelbud, men der skal første samles point nok, til at hun kan gå op til den store budprøve senere i spillet. 
Derfor tager Pixeline rundt omkring i byen, hvor hun skal igennem nogle forskellige udfordringer, som bl.a. handler om de grundlæggende færdselsregler, og om at genkende farlige situationer i trafikken. Derudover er der en bremseleg, hvor Pixeline skal prøve at bremse i glat fører. Samt vendespil hvor man skal placere brikkerne på cykelen.
Til sidst skal man så til den store budprøve, og klare Pixeline den bliver hun det nye cyklebud, og må kører varer til byens indbygger.